# 拉馬爾鎮區 (密蘇里州巴頓縣)
拉馬爾鎮區（英語：Lamar Township）是位於美國密蘇里州巴頓縣的一個行政鎮區。

## 地方資料
拉馬爾鎮區的面積為167.72平方千米，當中陸地面積為166.90平方千米，而水域面積為0.82平方千米。根據2020年美國人口普查的數據，當地共有人口1261人，而人口密度為每平方千米7.52人。